# Alfonso Cossa

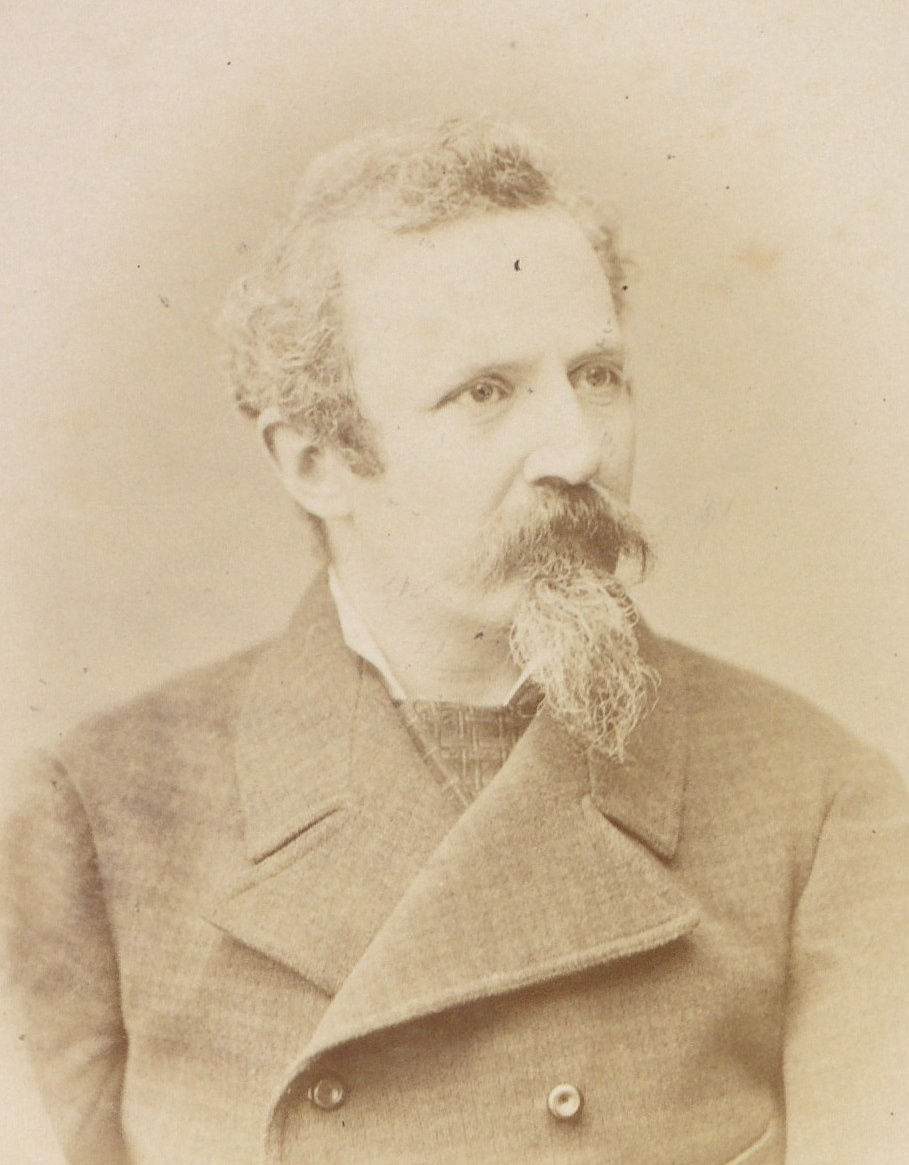
Alfonso Cossa

Alfonso Cossa (* 3. November 1833 in Mailand; † 23. Oktober 1902 in Turin) war ein italienischer Chemiker. 

## Werdegang
Er studierte am Collegio Borromeo in Pavia, wo er 1857 mit einer Dissertation über die Geschichte der Elektrochemie zum Dr. med. promoviert wurde. 1860 wurde er Assistent für allgemeine Chemie, 1861 Professor und Direktor des Instituto Tecnico. 
1873 wurde er in Turin Direktor der Stazione Agraria und 1883 Professor für anorganische Chemie am Gewerbemuseum. Ab 1887 war er Lehrbeauftragter für Mineralchemie an der Ingenieurschule und Direktor der landwirtschaftlichen Versuchsanstalt. 
Er wurde Mitglied des Comitte Geol. der Accademia Nazionale dei Lincei in Rom, der Akademie in Turin, der Preußischen Akademie der Wissenschaften in Berlin und Präsident der Accademia Albertina in Turin.

## Arbeitsschwerpunkte
- Komplexchemie des Platins
- mineralogische und petrographische Studien (u. a. über die Tuffe des Vesus)
- Beschreibung der Chemie der Selten-Erd-Metalle

## Veröffentlichungen
- Über das Fluormagnesium; Turin 1876
- Sulla Diffusione del Cerio, del Lanthano e del Didimo
- Recherche chimique su minerali e roccie dell´Isola di Vulcano

| Personendaten    | Personendaten          |
| ---------------- | ---------------------- |
| NAME             | Cossa, Alfonso         |
| KURZBESCHREIBUNG | italienischer Chemiker |
| GEBURTSDATUM     | 3. November 1833       |
| GEBURTSORT       | Mailand                |
| STERBEDATUM      | 23. Oktober 1902       |
| STERBEORT        | Turin                  |